# Вотчинная контора
Вотчинная контора — отделение вотчинной коллегии, находившееся с 1736 г. постоянно в Петербурге. Во время попыток перевести вотчинную коллегию в Петербург, вотчинная контора открывалась в Москве (между 1723 и 1727 гг.). Так, в 1723 г. она была известна под именем «государственной вотчинной коллегии в Москве контора оставшего члена Батурина». Указ, открывавший в 1736 году петербургскую вотчинную контору, имел в виду: 1) доставить удобства для заклада недвижимых имений и вноса по закладным; 2) облегчить производство дел о недвижимых имениях петербургских и неспорных дел по Новгородской губернии, и 3) ведать земельные дела всей Ингерманландии, прежде состоявшие в ведении юстиц-коллегии. Указ об открытии вотчинной конторы в Петербурге состоялся через девять лет после окончательного водворения вотчинной коллегии в Москве; стало быть, долгое время не виделось настоятельной необходимости в открытии в Петербурге отделения вотчинной коллегии. Хотя вотчинная контора управлялась вотчинной коллегией, однако, в некоторых делах она зависела непосредственно от Сената, под апелляцией которого находилась сама вотчинная коллегия (указы 10 июня 1755 г. и 15 декабря 1763 г.). Указом 26 февраля 1743 г. вотчинной конторе запрещено было раздавать в Ингерманландии земли, мызы и деревни без указа Сената. Закрытие вотчинной конторы последовало в 1781 г. на основании указа от 24 октября 1780 года.

## Другое значение
Вотчинными конторами назывались также управления имениями («Вотчинная контора Пушкиных»).